# Ancien tramway de Montpellier
L'ancien tramway de Montpellier était un réseau de tramway ayant fonctionné de 1880 à 1883 en traction hippomobile puis de 1897 à 1947 en traction électrique en desservant Montpellier et Castelnau-le-Lez.

## Histoire

### Prémices
À la fin du XIXe siècle, des omnibus sont exploités par l'entreprise Pourquier, qui a l'exclusivité pour la ville.
En 1875, l'ingénieur Léon Francq propose à Montpellier son système de locomotive à vapeur « sans foyer » ne dégageant aucune fumée, avec un réseau de six lignes à voie normale. L'année suivante Castelnau-le-Lez souhaite que ce futur réseau desserve son territoire, tandis que le conseil général et la ville de Montpellier valident le projet avec la possibilité que la traction soit effectuée avec un autre moyen que le système Francq.

### Les éphémères tramways hippomobiles

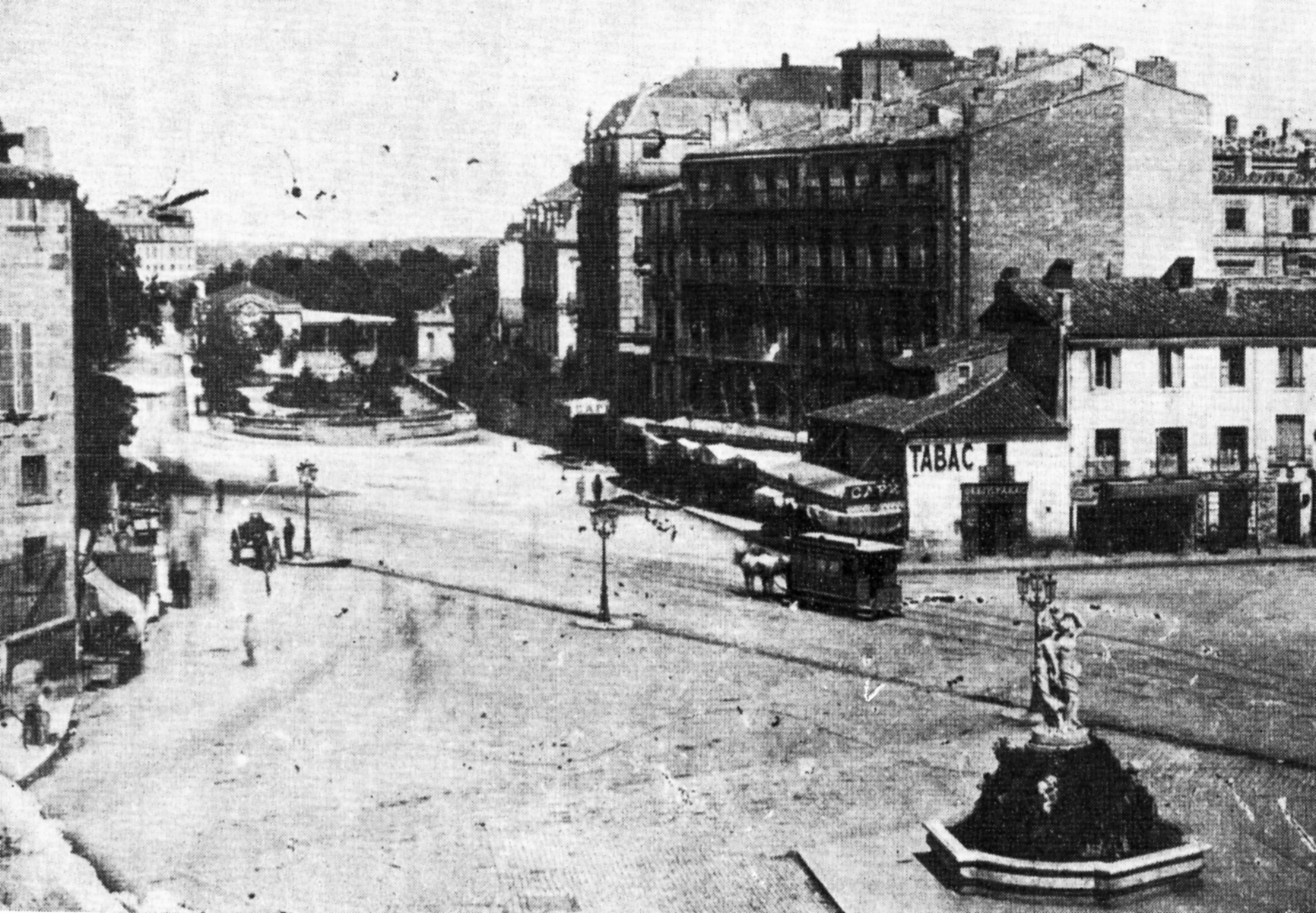
Photos des tramways à chevaux de Montpellier

Du 18 juillet 1880 au 7 février 1883, un réseau hippomobile est créé par la Compagnie générale des omnibus de Marseille à Montpellier. La ville compte alors environ 55 000 habitants, soit six fois moins que dans les années 2020.
Deux lignes existent alors :
- Gare - Peyrou - Castelnau-le-Lez ;
- Gare - Esplanade - Octroi de Boutonnet.

Le réseau est finalisé le 10 janvier 1881 avec six lignes desservant l'Écusson et ses abords, ainsi que Castelnau-le-Lez :
- Gare - Peyrou - Castelnau-le-Lez ;
- Gare - Esplanade - Octroi de Boutonnet ;
- Place de la Comédie - Gare de Rabieux (ou Chaptal) ;
- Place de la Comédie - Octroi de l'avenue de Toulouse ;
- Comédie - Poste - Peyrou - Esplanade - Comédie (ligne circulaire du tour des boulevards) ;
- Porte de Nîmes - Castelnau (les dimanches et jours fériés).

Les fréquences de passage sont de trente minutes ou d'une heure selon les lignes.
En juin 1882, la CGOM est placée en liquidation judiciaire et elle déclare faillite le 12 septembre ; le réseau est interrompu du 2 au 6 octobre à la suite de la saisie des biens par la ville.
La fréquentation bien inférieure aux prévision et la concurrence des omnibus Pourquier empruntant les mêmes itinéraires ont raison du réseau qui est définitivement stoppé le 7 février 1883 et les voies déposées durant l'année,.

### Les tramways électriques

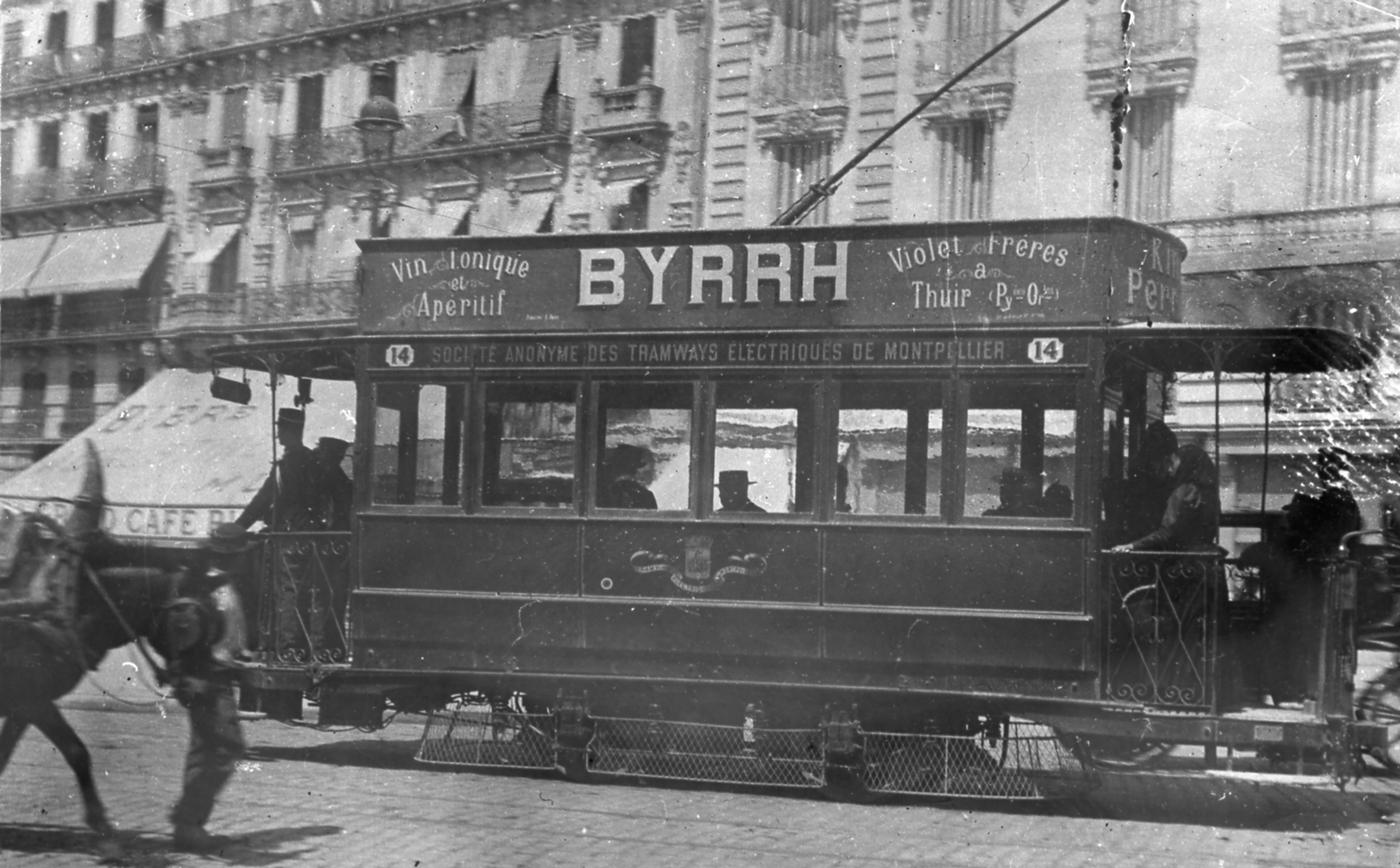
Tramway électrique en circulation dans les années 1910.

Le 16 juin 1894, le conseil municipal de Montpellier vote la création d'un nouveau réseau de trois lignes avec une concession ne devant peser aucun risque financier à la ville. En juillet 1895, un projet de cinq lignes reprenant les trois lignes envisagées par la ville est présenté par messieurs Valette et Couderay puis une sixième s'ajoute deux mois plus tard après que les hospices demandent à ce qu'une 6e ligne desserve le nouvel hôpital suburbain à Saint-Éloi.
Le cahier des charges annexé au décret du 12 mars 1897, déclarant d'utilité publique l'établissement d'un réseau de tramways électriques sur les communes de Montpellier et de Castelnau-du-Lez, définit ainsi le tracé des lignes :
- Ligne A. — De la gare Paris-Lyon-Méditerranée au rond-point de l’École normale, en passant par la rue de la République, les boulevards de l’Observatoire, Jeu-de-Paume, Ledru-Rollin et du Peyrou, la rue du Faubourg-Saint-Jaume et l’avenue Chancel.
- Ligne B. — De l’octroi du chemin de Palavas au rond-point de l’École normale, en passant par la route de Palavas, les rues du Pont-de-Lattes et Édouard-Adam, la place de l’Embarcadère P.-L.-M., la rue Maguelone, la place de la Comédie, les boulevards de l’Esplanade, Bonne-Nouvelle, Louis-Blanc et de l’Hôpital-Général, la place de l’Hôpital-Général, la rue du Faubourg-Boutonnet et l’avenue Buisson-Bertrand.
- Ligne C. — De la place de la Comédie à Castelnau, en passant par les boulevards de l’Esplanade et Bonne-Nouvelle, les rues des Glacières et des Patriotes, le chemin vicinal ordinaire no 33 de Boutonnet à Castelnau, le chemin de Sauret et la route nationale no 87.
- Ligne D. — De l’octroi de l’avenue de Lodève à la gare de Palavas, en passant par l’avenue de Lodève, le cours Gambetta, la place Saint-Denis, la rue du Faubourg-de-la-Saunerie, le boulevard de l’Observatoire, la rue de la République, la place de l’Embarcadère P.-L.-M., la rue Maguelone, la place de la Comédie et l’avenue du Stand.
- Ligne E. — De l’octroi de l’avenue de Toulouse au Peyrou, en passant par l’avenue de Toulouse, la place Saint-Denis, les rues du Grand-Saint-Jean et du Grand-Galion, le boulevard Victor-Hugo, la place de la Comédie, les rues de la Loge et Barralerie et la rue Nationale.
- Ligne F. — De la place de l’Hôpital-Général à l’Hôpital-Suburbain, en passant par la rue du Faubourg-Boutonnet, l’avenue Buisson-Bertrand et l’avenue de l’Hôpital-Suburbain.

Pour exploiter ce réseau, la Compagnie des tramways électriques de Montpellier (CTEM) est créée ; la construction débute en juillet 1897 et est mis en service le 20 décembre avec les lignes C (Comédie - Castelnau) et F (Porte de Nîmes - Hôpital suburbain). Les lignes A et B ouvrent sous la forme d'une unique ligne « tour de ville » (ligne A) le 7 février 1898, tandis que la ligne F prend son tracé définitif, la ligne E ouvre le 15 mars et la ligne D ouvre le 27 août,.
Le 15 septembre 1899, le dernier tronçon de la ligne B du cahier des charges est finalement achevé mais est exploité comme une ligne B à part entre la Comédie et l'octroi de Palavas afin de ne pas modifier le « tour de ville » reprenant l'autre partie de la ligne envisagée.
Entre 1898 et 1901 de nombreuses extensions sont menées (ligne B de la Comédie à l'École centrale, ligne D de l'octroi de Lodève à Celleneuve, ligne E de l'octroi de Toulouse à la gare de Chaptal et au champ de manœuvres).
Le réseau se compose ainsi en février 1901 :
- A : Tour de ville
- B : Octroi de Palavas – École normale
- C : Comédie – Castelnau
- D : Celleneuve – Gare de Palavas
- E : Champ de manœuvres – Ecole normale (+ navette Octroi de Toulouse - Gare Chaptal)
- F : Hôpital général - Hôpital suburbain

Les principaux points de correspondance du réseau sont tout d'abord la place de la Comédie, mais également la gare et la place devant l'église Saint-Denis.
Le réseau mesure 12 km dans les années 1910. Voici les parcours :
| Numéro  | Parcours |
| ------- | --- |
| Ligne 1 | Tour de l'Écusson Église Saint-Denis |
| Ligne 2 | Octroi de Palavas Gare ferroviaire Église Saint-Denis Place de la Comédie Rue de la Loge Rue Foch Peyrou Faubourg Saint-Jaumes                                         |
| Ligne 3 | Place de la Comédie Esplanade Abattoirs Cimetière Saint-Lazare Mairie de Castelnau-le-Lez                                                                              |
| Ligne 4 | Gare de Palavas Place de la Comédie Église Saint-Denis Cours Gambetta Octroi de Lodève Celleneuve                                                                      |
| Ligne 5 | Champ de manœuvre Avenue de Toulouse Gare Chaptal Place de la Comédie Rue de la Loge Rue Foch Peyrou Boulevard Henri IV Avenue du Professeur Grasset Hôpital suburbain |

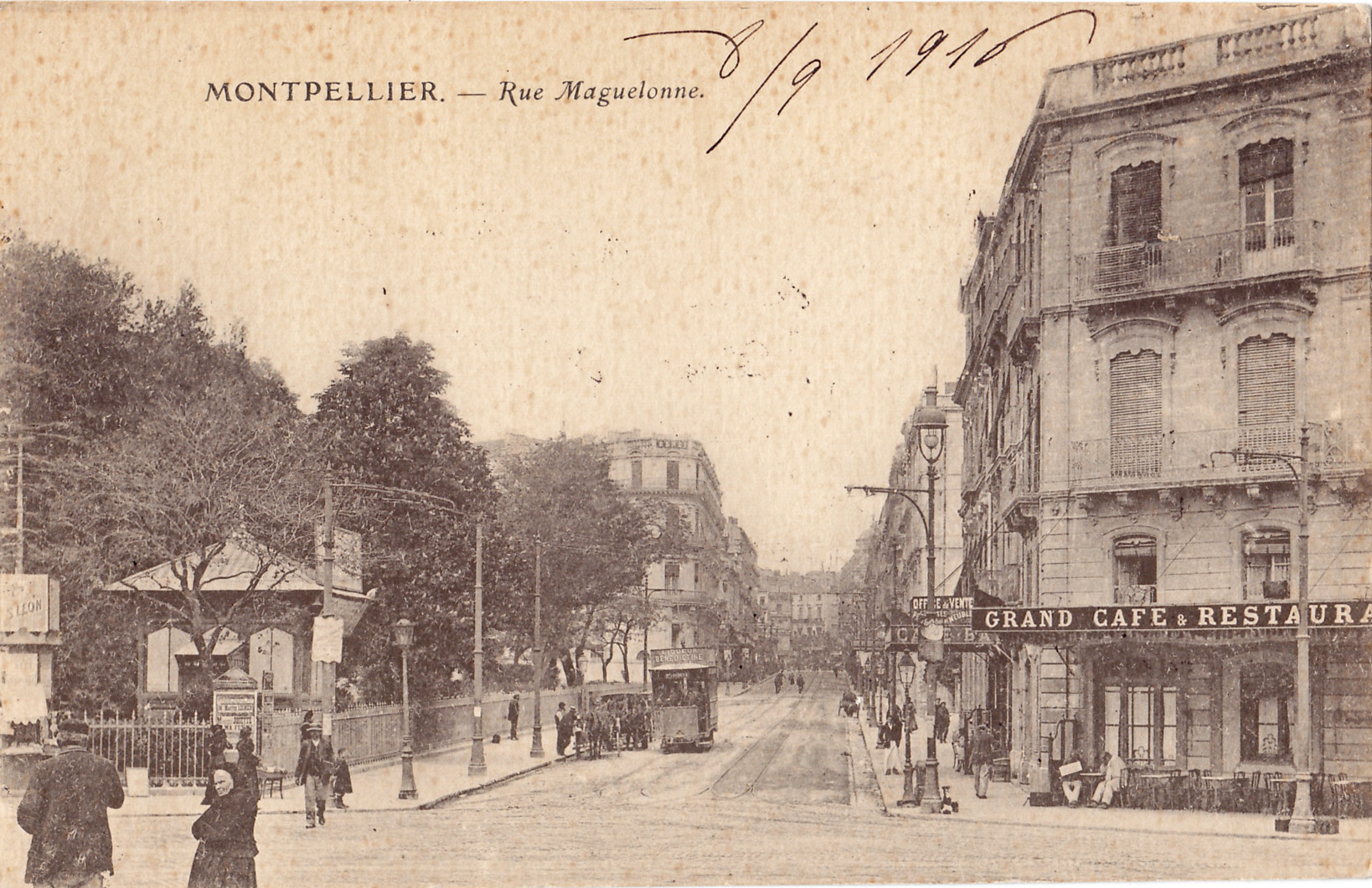
Tramway rue Maguelone, dans les années 1900.

En mai 1912, un projet de restructuration du réseau est présenté avec six lignes et la fin du « tour de ville » déficitaire mais la Première Guerre mondiale met un frein à ce projet. En 1917 afin de faire des économies les fréquences sont réduites et la navette Octroi de Toulouse-Gare Chaptal est supprimée.
Le 15 mars 1920, le réseau est réduit à trois lignes par mesures d'économies :
- Comédie - Castelnau
- Comédie - Celleneuve
- Champ de manœuvre - hôpital suburbain

La ligne Octroi de Palavas - École centrale est rétablie en septembre 1922 puis les lignes de Castelnau et Celleneuve fusionnent en 1926. après une certaine période de stabilité la ligne de l'école normale est déviée vers le nouvel hôpital de Font d'Aurelle en plusieurs tranches entre le 19 mai et le 25 juillet 1931.
La ville de Montpellier fait face dans l'entre-deux-guerres au développement de quartiers pavillonnaires ouvriers comme aux Aubes ou à la Pompignane. En juillet 1930, elle étudie la création de lignes d'autobus complémentaires au tramway et retient la proposition du Central Garage qui jette l'éponge en juillet 1931 et la ville confie l'exploitation à la Compagnie des tramways électriques de Montpellier par une convention signée le 9 novembre suivant.
La Compagnie des tramways électriques de Montpellier ne renouvelle pas sa convention avec la ville en 1937, cette dernière choisit de confier les bus à une entreprise privée.

### la fin des tramways
Le 7 juillet 1940, un arrêté préfectoral suspend tous les transports urbains.
Le plus grave accident connu sur le réseau a lieu le 16 décembre 1943, alors que Montpellier est occupée par l'armée allemande. Une rame de la ligne 5 ne parvient pas à ralentir dans la descente du boulevard Henri IV. Elle quitte les rails et se fracasse place Albert Ier. Le bilan est de sept morts et vingt blessés. Une vive polémique éclate alors dans la ville où la population utilise massivement les tramways électriques. Les résultats de l'enquête pointeront le mauvais entretien des rails, de la rame et de ses sablières automatiques.
Dès 1946, la ville évalue la suite à donner au vétuste et vieillissant réseau de tramway.
Le 13 mars 1947, la gestion du réseau est confiée à la Régie municipale des transports, en remplacement de la Compagnie des tramways électriques de Montpellier à l'issue de sa concession. Le conseil municipal acte la fin du tramway et la ligne Font d'Aurelle - Octroi de Palavas est ainsi exploitée en autobus le 13 avril 1947 et prolongée au rond-point des Moulins. Le 17 octobre les bus remplacent les tramways sur la ligne Saint-Éloi - Champ de Manœuvres puis sur la ligne Comédie - Celleneuve le 1er juin 1948. Le 1er février 1949, c'est au tour de la 4e et dernière ligne, Celleneuve - Castelnau-le-Lez, de troquer ses tramways au profit des autobus,,.

Carte animée de l'évolution des infrastructures ferroviaires à Montpellier, dont celle des anciens et actuels tramways, de 1870 à nos jours.

## Matériel roulant
Le réseau hippomobile comptait une vingtaine voitures tracées par 39 chevaux.
Le parc d'origine du réseau électrique était composé de 28 motrices et 10 remorques. Dans l'entre-deux-guerres, les motrices seront vestibulées et huit motrices construites par Nivelles sont achetées.

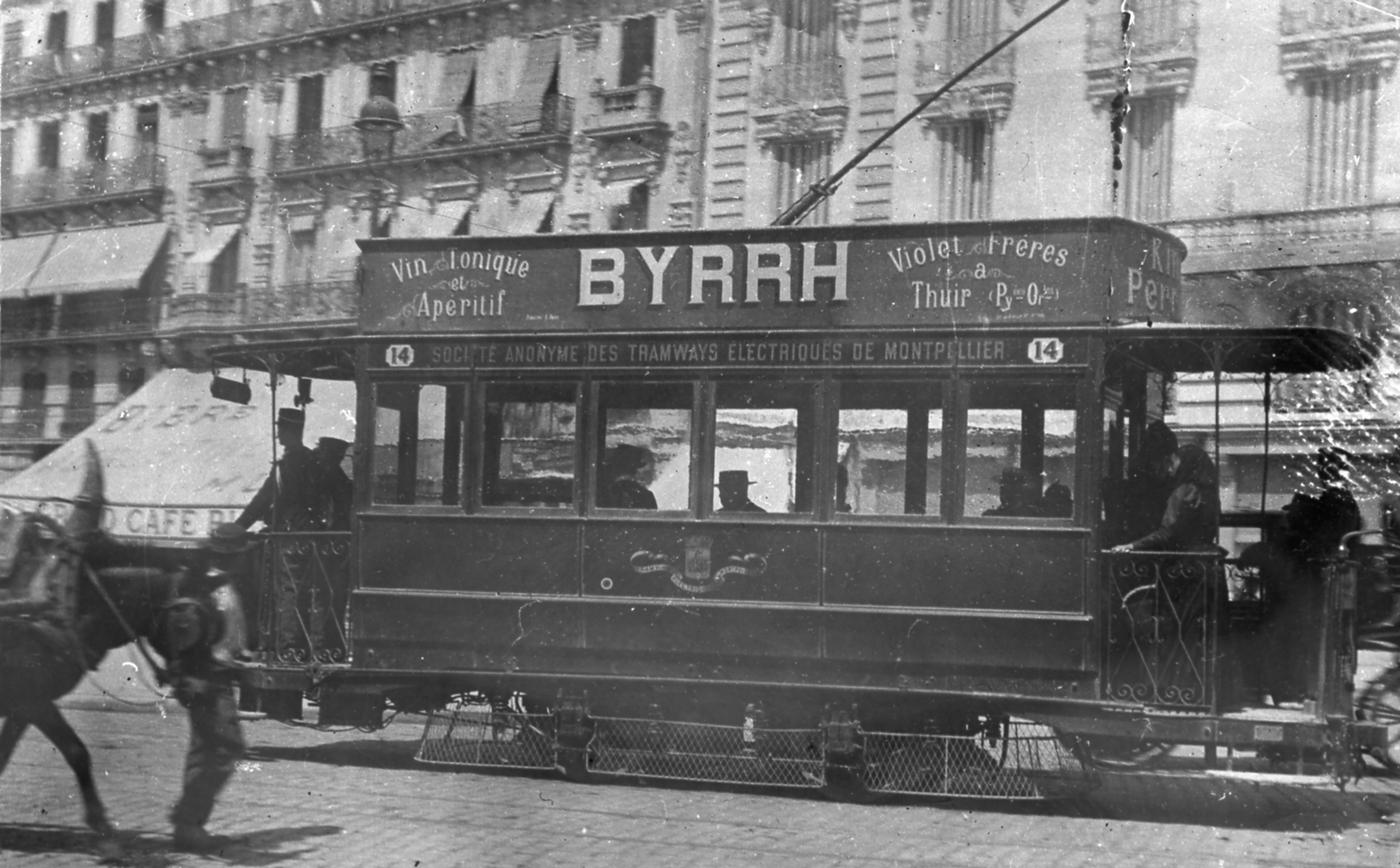
Photo d'une motrice d'origine, non vestibulée, de couleur rouge-brun, prise place de la Comédie dans les années 1910.
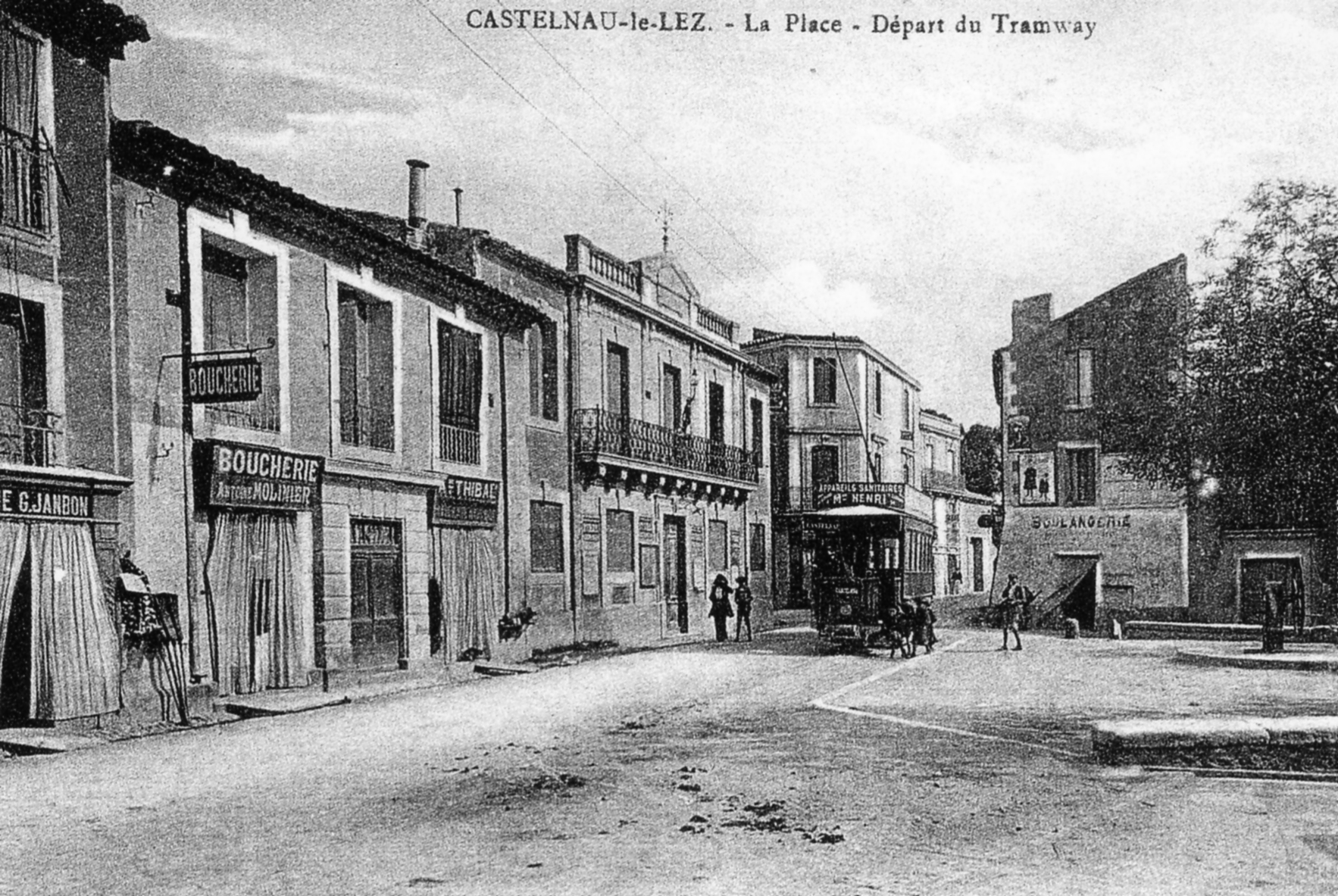
Motrice  d'origine, non vestibulée, vue au terminus de la place de la Mairie de Castelnau-le-Lez dans les années 1910.
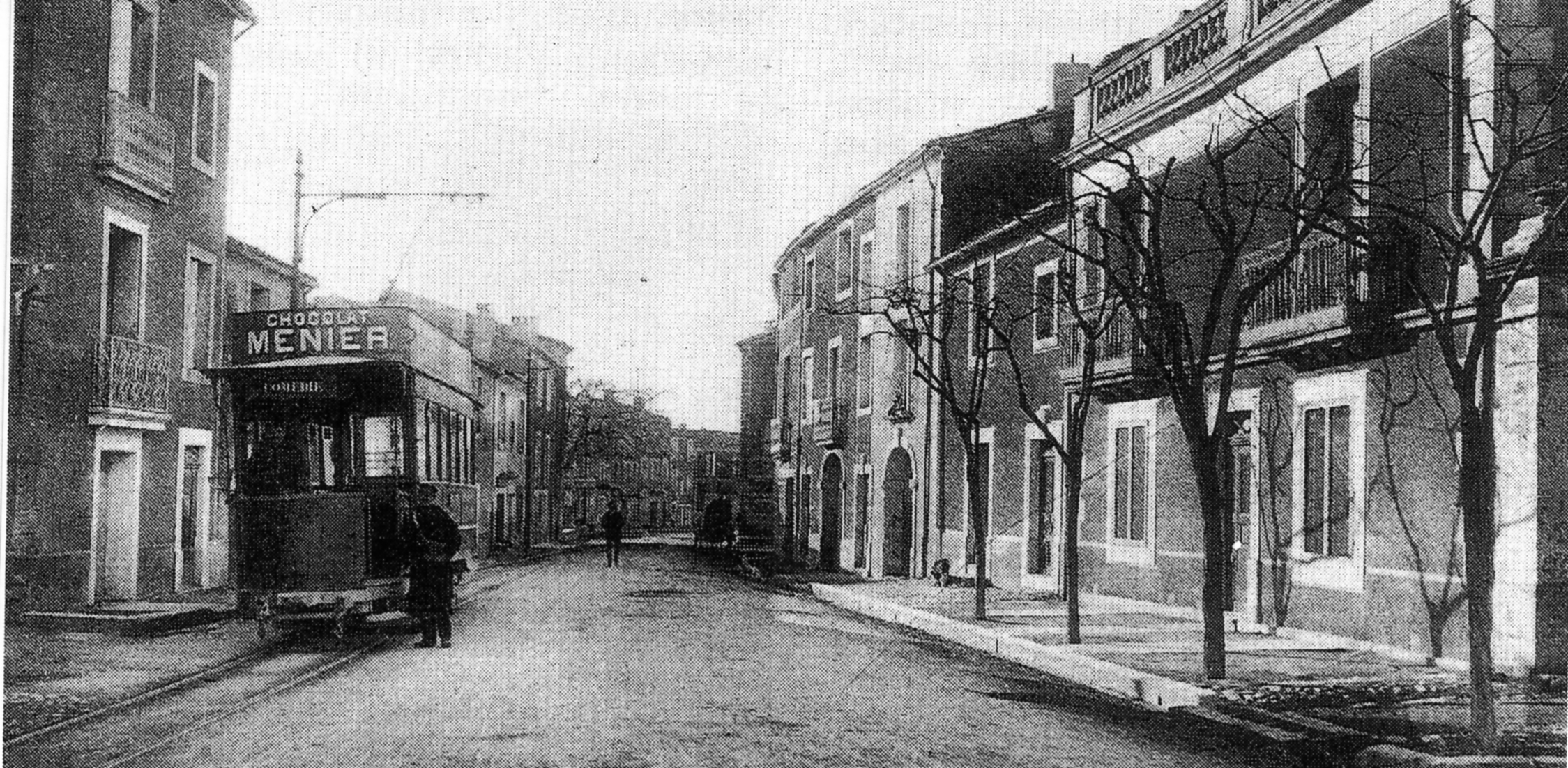
Motrice  d'origine, non vestibulée, vue au terminus de Celleneuve dans les années 1910.
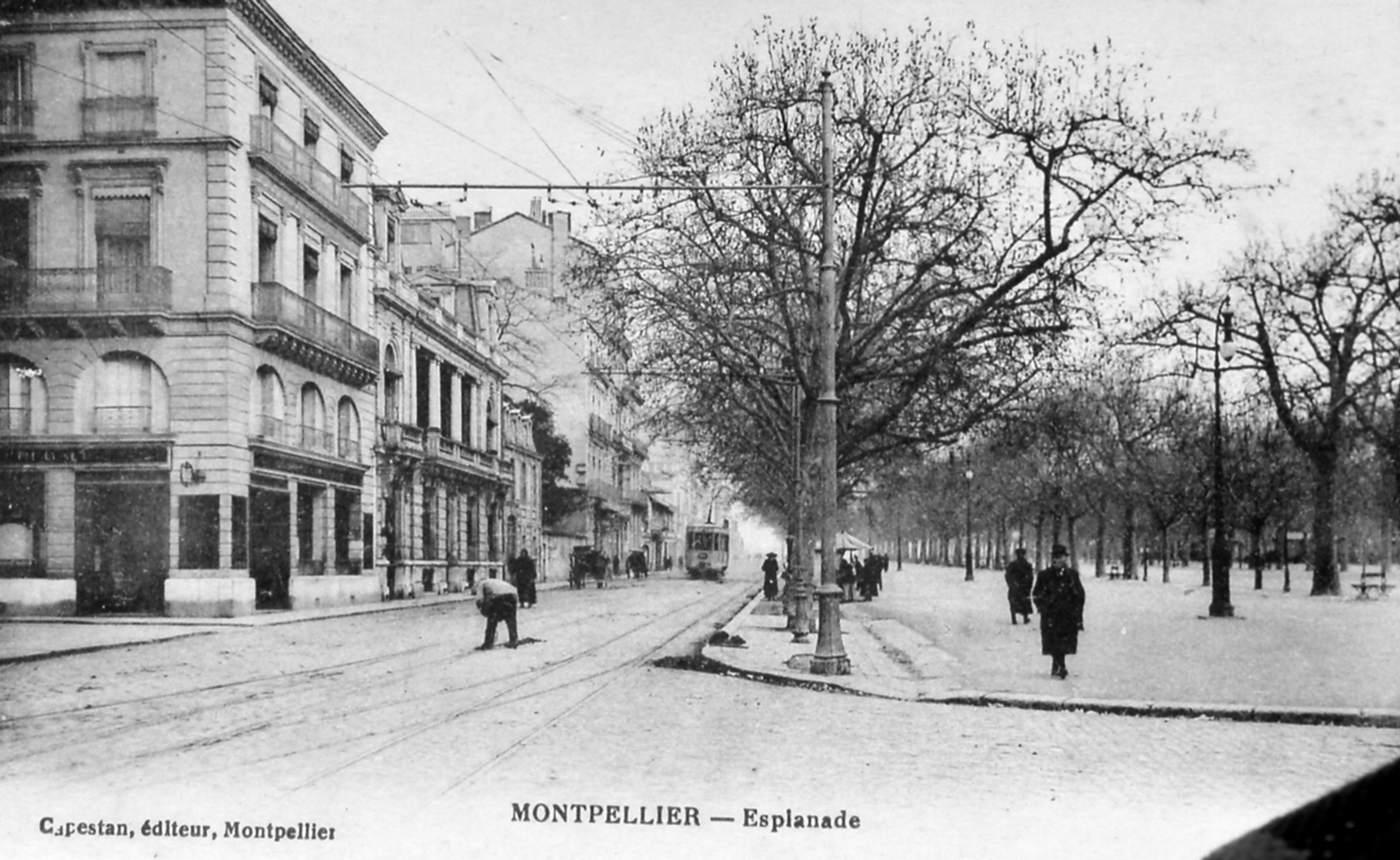
Une motrice Ragheno, construite aux usines de Malines (Belgique), vue boulevard Sarrail (anciennement boulevard de l'Esplanade) dans les années 1930.
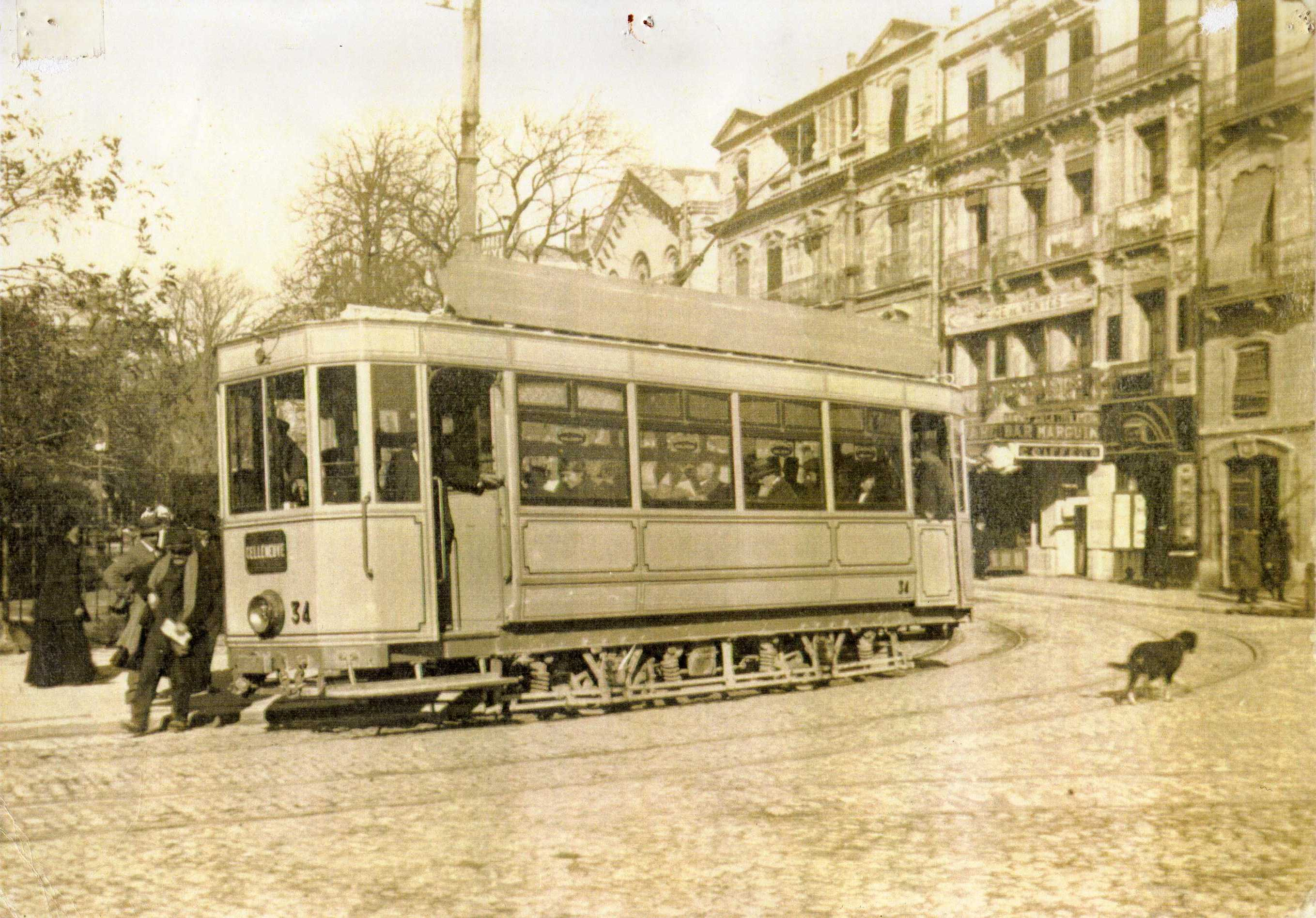
La motrice Ragheno no 34 neuve vue dans les années 1930 à la station « Gare PLM » (future gare SNCF puis gare Saint-Roch) devant le square Planchon. En provenance de Castelnau, elle va démarrer en direction de Celleneuve.
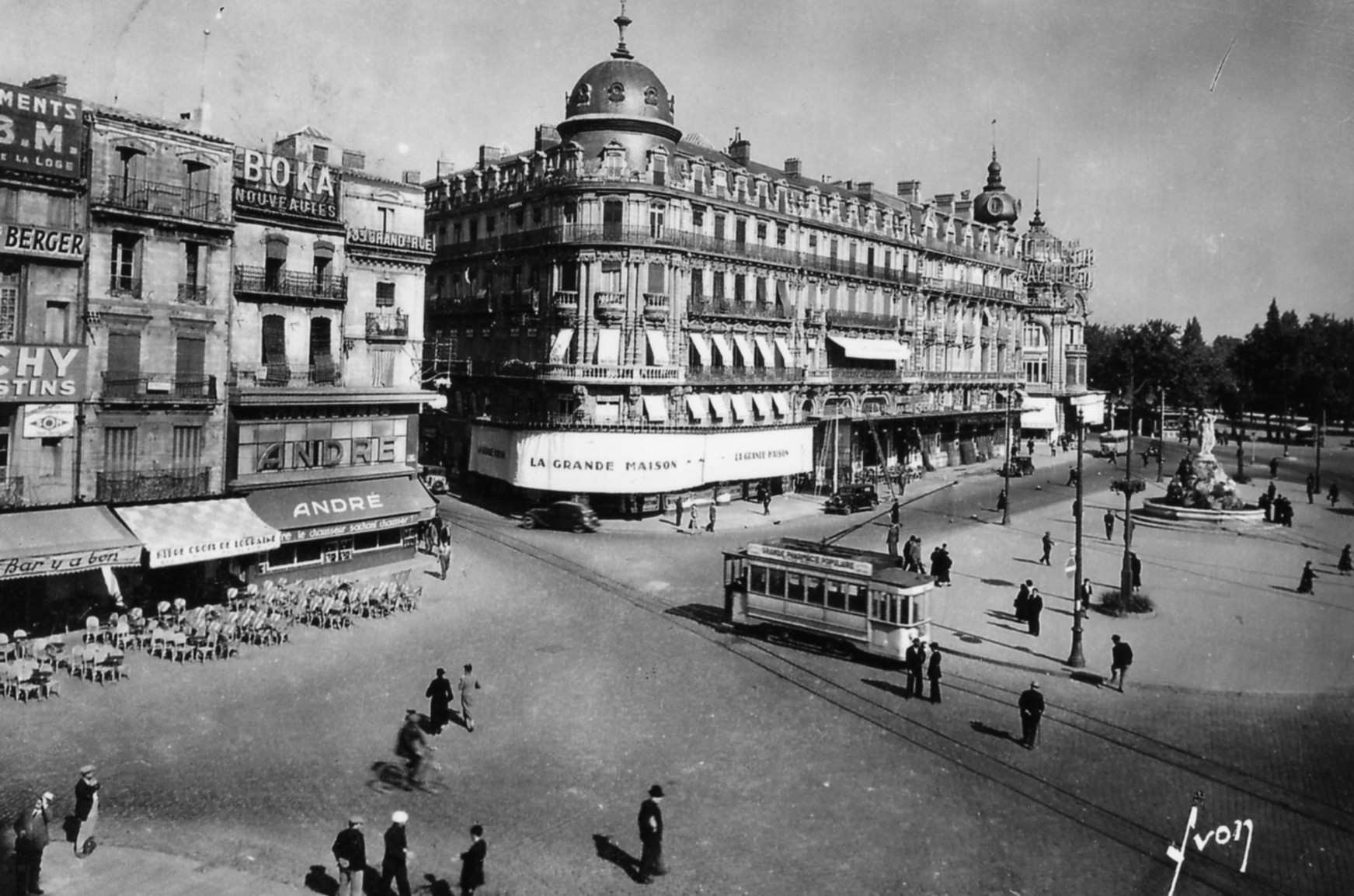
La Place de la Comédie peu avant la disparition des Tramways électriques de Montpellier. En provenance du Champ de Manœuvre, une motrice vestibulée et rénovée, de couleur jaune pâle, assure l'une des dernières circulations vers l'hôpital Saint-Eloi le 17 octobre 1947.